# Josef Bursik
Josef John Bursik (Londra, 12 luglio 2000) è un calciatore inglese, portiere dell'Hibernian, in prestito dal Club Bruges.

## Biografia
Di origini ceche da parte paterna, è il nipote di Josef Buršík, eroe della resistenza ceca durante la seconda guerra mondiale.

## Carriera

### Club
Cresciuto nel settore giovanile dell'AFC Wimbledon, il 27 giugno 2017 viene acquistato dallo Stoke City; in seguito trascorre brevi periodi in prestito con Hednesford Town  e Telford Utd. Il 2 agosto 2019 passa a titolo temporaneo all'Accrington Stanley, prolungando poi il proprio contratto coi Potters fino al 2023. Il 20 agosto 2020 viene ceduto al Doncaster, rimanendo col club biancorosso fino al mese di novembre, quando viene richiamato dallo Stoke City, alla presa con numerosi infortuni nel ruolo; l'8 aprile 2021 si trasferisce al Peterborough United, mentre il mese successivo passa in prestito al Lincoln City per disputare i play-off di League One.

### Nazionale
Nel 2017 ha partecipato con la nazionale Under-17 inglese all'Europeo di categoria, concluso al secondo posto finale, e al Mondiale, vinto dalla compagine dei Tre Leoni.
Nel 2021 è stato convocato con la nazionale Under-21 per l'Europeo di Ungheria e Slovenia, dove l'Inghilterra è stata eliminata nella fase a gironi.

## Statistiche

### Presenze e reti nei club
Statistiche aggiornate al 23 novembre 2024.
| Stagione            | Squadra            | Campionato        | Campionato | Campionato | Coppe nazionali | Coppe nazionali | Coppe nazionali | Coppe continentali | Coppe continentali | Coppe continentali | Altre coppe | Altre coppe | Altre coppe | Totale | Totale |
| Stagione            | Squadra            | Comp              | Pres       | Reti       | Comp            | Pres            | Reti            | Comp               | Pres               | Reti               | Comp        | Pres        | Reti        | Pres   | Reti   |
| ------------------- | ------------------ | ----------------- | ---------- | ---------- | --------------- | --------------- | --------------- | ------------------ | ------------------ | ------------------ | ----------- | ----------- | ----------- | ------ | ------ |
| gen.-mag. 2019      | Telford Utd        | NLN               | 17         | -24        | FACup           | -               | -               | -                  | -                  | -                  | FAT         | -           | -           | 17     | -24    |
| 2019-2020           | Accrington Stanley | FL1               | 16         | -24        | FACup+CdL       | 0               | 0               | -                  | -                  | -                  | FLT         | 4           | -6          | 20     | -30    |
| ago.-nov. 2020      | Doncaster          | FL1               | 10         | -11        | FACup+CdL       | 0+1             | 0 + -3          | -                  | -                  | -                  | FLT         | 0           | 0           | 11     | -14    |
| nov. 2020-apr. 2021 | Stoke City         | FLC               | 15         | -16        | FACup+CdL       | 1+0             | -4 + 0          | -                  | -                  | -                  | -           | -           | -           | 16     | -20    |
| apr.-mag. 2021      | Peterborough Utd   | FL1               | 6          | -7         | FACup+CdL       | -               | -               | -                  | -                  | -                  | FLT         | -           | -           | 6      | -7     |
| mag. 2021           | Lincoln City       | FL1               | 0+1        | 0          | FACup+CdL       | -               | -               | -                  | -                  | -                  | FLT         | -           | -           | 1      | 0      |
| 2021-2022           | Stoke City         | FLC               | 19         | -25        | FACup+CdL       | 1+1             | 0 + -2          | -                  | -                  | -                  | -           | -           | -           | 21     | -27    |
| 2022-2023           | Stoke City         | FLC               | 16         | -22        | FACup+CdL       | 0               | 0               | -                  | -                  | -                  | -           | -           | -           | 16     | -22    |
| Totale Stoke City   | Totale Stoke City  | Totale Stoke City | 50         | -63        |                 | 3               | -6              |                    | -                  | -                  |             | -           | -           | 53     | -69    |
| 2023-2024           | Club Bruges        | D1                | 0          | 0          | CB              | 0               | 0               | UECL               | 0                  | 0                  | -           | -           | -           | 0      | 0      |
| 2024-2025           | Hibernian          | SP                | 13         | -22        | CS+CdL          | 0+4             | 0+-4            | -                  | -                  | -                  | -           | -           | -           | 17     | -26    |
| Totale carriera     | Totale carriera    | Totale carriera   | 95+1       | -127       |                 | 8               | -13             |                    | -                  | -                  |             | 4           | -6          | 108    | -146   |

### Cronologia presenze e reti in nazionale
| Cronologia completa delle presenze e delle reti in nazionale ― Inghilterra under 21 | Cronologia completa delle presenze e delle reti in nazionale ― Inghilterra under 21 | Cronologia completa delle presenze e delle reti in nazionale ― Inghilterra under 21 | Cronologia completa delle presenze e delle reti in nazionale ― Inghilterra under 21 | Cronologia completa delle presenze e delle reti in nazionale ― Inghilterra under 21 | Cronologia completa delle presenze e delle reti in nazionale ― Inghilterra under 21 | Cronologia completa delle presenze e delle reti in nazionale ― Inghilterra under 21 | Cronologia completa delle presenze e delle reti in nazionale ― Inghilterra under 21 |
| Data                                                                                | Città                                                                               | In casa                                                                             | Risultato                                                                           | Ospiti                                                                              | Competizione                                                                        | Reti                                                                                | Note                                                                                |
| ----------------------------------------------------------------------------------- | ----------------------------------------------------------------------------------- | ----------------------------------------------------------------------------------- | ----------------------------------------------------------------------------------- | ----------------------------------------------------------------------------------- | ----------------------------------------------------------------------------------- | ----------------------------------------------------------------------------------- | ----------------------------------------------------------------------------------- |
| 17-11-2020                                                                          | Wolverhampton                                                                       | Inghilterra under 21                                                                | 5 – 0                                                                               | Albania under 21                                                                    | Qual. Europeo Under-21 2021                                                         | -                                                                                   |                                                                                     |
| 7-9-2021                                                                            | Milton Keynes                                                                       | Inghilterra under 21                                                                | 2 – 0                                                                               | Kosovo under 21                                                                     | Qual. Europeo Under-21 2023                                                         | -                                                                                   |                                                                                     |
| 7-10-2021                                                                           | Celje                                                                               | Slovenia under 21                                                                   | 2 – 2                                                                               | Inghilterra under 21                                                                | Qual. Europeo Under-21 2023                                                         | -2                                                                                  |                                                                                     |
| 11-11-2021                                                                          | Burnley                                                                             | Inghilterra under 21                                                                | 3 – 1                                                                               | Rep. Ceca under 21                                                                  | Qual. Europeo Under-21 2023                                                         | -1                                                                                  |                                                                                     |
| 25-3-2022                                                                           | Bournemouth                                                                         | Inghilterra under 21                                                                | 4 – 1                                                                               | Andorra under 21                                                                    | Qual. Europeo Under-21 2023                                                         | -1                                                                                  |                                                                                     |
| 29-3-2022                                                                           | Elbasan                                                                             | Albania under 21                                                                    | 0 – 3                                                                               | Inghilterra under 21                                                                | Qual. Europeo Under-21 2023                                                         | -                                                                                   |                                                                                     |
| 3-6-2022                                                                            | České Budějovice                                                                    | Rep. Ceca under 21                                                                  | 1 – 2                                                                               | Inghilterra under 21                                                                | Qual. Europeo Under-21 2023                                                         | -1                                                                                  | 90+4’                                                                               |
| 7-6-2022                                                                            | Chesterfield                                                                        | Inghilterra under 21                                                                | 3 – 0                                                                               | Albania under 21                                                                    | Qual. Europeo Under-21 2023                                                         | -                                                                                   |                                                                                     |
| 13-6-2022                                                                           | Huddersfield                                                                        | Inghilterra under 21                                                                | 1 – 2                                                                               | Slovenia under 21                                                                   | Qual. Europeo Under-21 2023                                                         | -2                                                                                  |                                                                                     |
| 22-9-2022                                                                           | Pescara                                                                             | Italia under 21                                                                     | 0 – 2                                                                               | Inghilterra under 21                                                                | Amichevole                                                                          | -                                                                                   |                                                                                     |
| Totale                                                                              |                                                                                     | Presenze                                                                            | 10                                                                                  |                                                                                     | Reti                                                                                | -7                                                                                  |                                                                                     |

## Palmarès
- Campionato belga: 1

Club Bruges: 2023-2024